# Abbate
Abbate (af italiensk) kaldes i Italien den unge gejstlige, der har modtaget tonsuren, men endnu ikke er blevet præst.